# 받음각

유체역학에서 유체 속을 움직이는 물체의 받음각(Angle of Attack)은 물체 내부의 어떤 기준선과 그 물체에 대한 유체의 상대적인 운동 방향이 이루는 각이다.

## 항공공학에서의 받음각
항공공학에서의 받음각은 보통 날개골의 앞전과 뒷전을 잇는 직선인 시위선(chord line)을 기준선으로 삼아 날개에 대한 공기의 상대적인 운동 방향과 시위선 사이의 각을 말한다.
이전에는 영각 또는 앙각(仰角: 올림각이란 뜻)이란 표현을 쓰기도 하였으며, Angle of Attack을 그대로 직역하여 공격각이라 쓴 책자도 있다.
날개가 뒤틀린 모양을 하고 있어 날개 부분에 따라 시위선이 달라지는 경우 다른 기준선을 골라야 한다. 이 때는 날개뿌리(날개와 동체가 연결되는 부분)의 시위선, 동체 위의 한 가로선, 또는 양력이 0이 될 때의 받음각(영양력 받음각)이 0도가 되도록 하는 선 따위를 기준으로 한다.

### 받음각과 양력 계수의 관계
고정익기의 양력 계수는 받음각에 따라 달라진다. 양력 계수는 받음각이 커짐에 따라 최대 양력 계수에 다다를 때까지 함께 커지다가 그 뒤로는 줄어든다. 고정익 항공기에서는 받음각이 커질수록 날개 윗면에서 경계층이 분리되려는 현상이 강해지고, 이에 따라 양력 계수가 커지는 속도가 점점 줄어들게 된다.

### 최대 양력 계수와 임계 받음각
받음각이 커짐에 따라 양력 계수가 커지는 속도가 점점 줄어들다가 0이 되는 순간의 양력 계수를 최대 양력 계수(maximum lift coefficient)라고 부르고, 이 때의 받음각을 임계 받음각(critical angle of attack)이라고 부른다. 임계 받음각은 실속 받음각(stall angle of attack)이라고도 부른다.

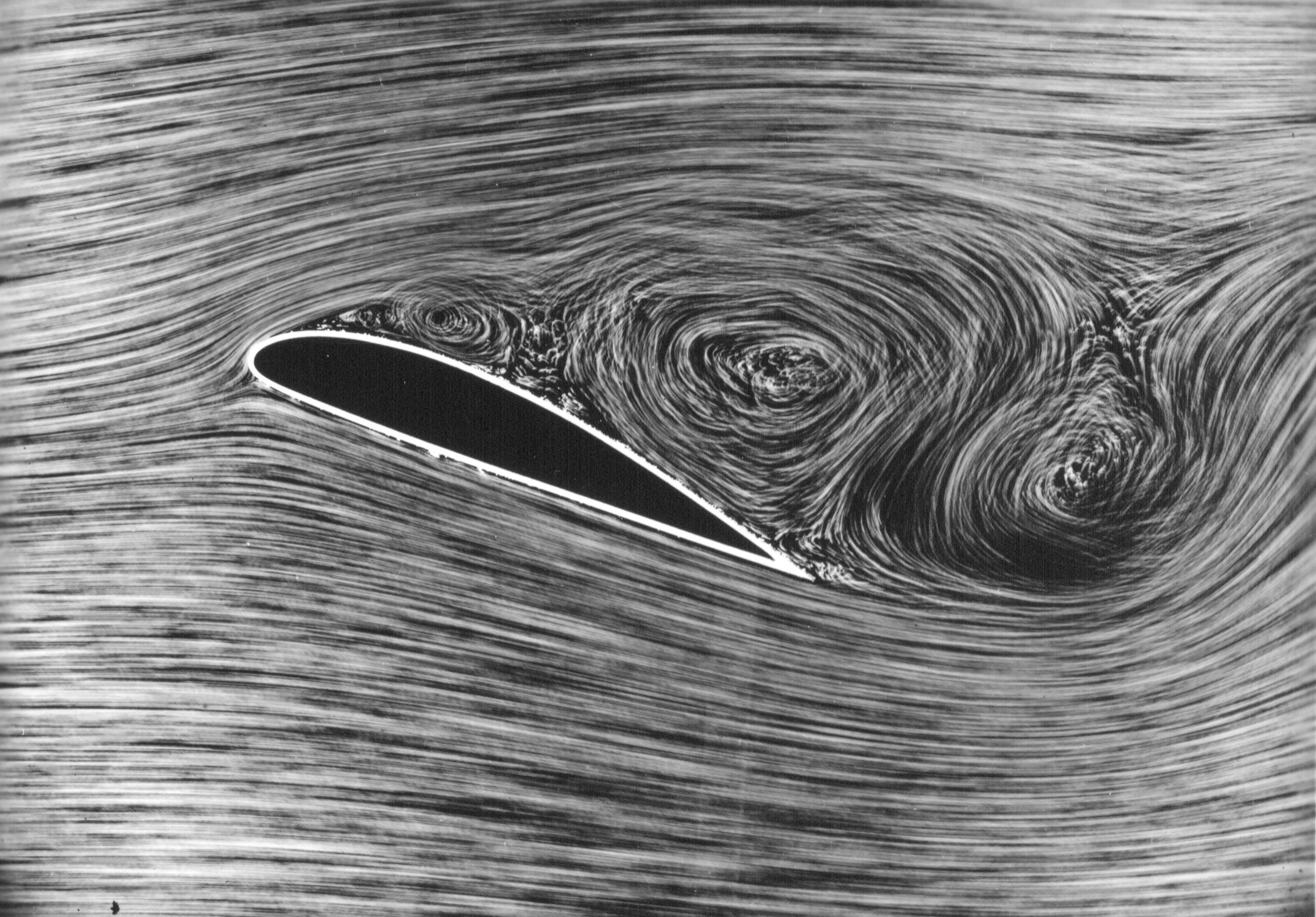
받음각이 큰 상태에서 날개 위쪽 공기의 흐름이 박리되는 모습

공기와 날개 사이의 점성으로 인해 공기의 흐름은 날개에 가까울수록 느려지는데, 이렇게 점성의 영향을 받는 공기층을 경계층이라고 부른다. 또한 날개 윗면에서는 공기의 흐름의 진행 방향을 따라 갈수록 압력이 커지는 역압력 구배(adverse pressure gradient)가 발생하여 뒤쪽으로 갈수록 공기의 흐름이 느려지며, 받음각이 커질수록 역압력 구배도 커진다. 날개 윗면 경계층의 공기는 점성의 영향과 역압력 구배의 영향을 모두 받기 때문에, 역압력 구배가 충분히 커지면 이 경계층의 공기가 느려지다가 아예 주위 공기와 반대 방향으로 흐르며 소용돌이를 일으켜 경계층의 흐름을 날개 표면에서 박리시키는 현상이 발생한다. 이러한 현상을 유동 박리(flow separation) 혹은 경계층 박리(boundary layer separation)라고 부르며, 유동 박리가 일어나면 양력은 감소하고 항력은 증가하게 된다.
임계 받음각은 유동 박리에 의해 양력이 감소하기 시작하는 받음각으로, 받음각이 임계 받음각을 넘으면 양력이 급격히 감소하는 스톨이 발생한다. 임계 받음각의 값은 날개골에 따라 다르지만 대체로 10도에서 15도 정도이다.

## 다른 분야에서
범주(돛을 사용한 주행)에서는 돛의 시위선과 바람이 만나는 각도를 받음각이라고 부른다.
풍력 터빈이나 프로펠러의 경우, 회전축에 가까운 날개 안쪽보다 날개 바깥쪽의 속도가 빠르기 때문에 날개의 부분별로 공기의 흐름의 상대적인 방향이 달라진다. 따라서 날개를 길이 방향을 중심으로 약간 꼬인 모양으로 만들어 날개의 모든 부분에서 일정한 양력이 발생하도록 한다.

## 같이 보기
- 베르누이 방정식
- 양력